# クイズとっても偉人伝
『クイズとっても偉人伝』（クイズとってもいじんでん）は、1984年4月18日から同年5月23日までテレビ東京で放送されていた歴史系クイズ番組である。全6回。
歴史上に名を残した偉人たちの生涯を、タレントが演じるドキュメンタリードラマで再現。そして、時代考証に基づいたクイズを出題していた。
放送当時、歴史をテーマとしたクイズ番組は、NHKの『クイズ面白ゼミナール』の「歴史クイズ」ぐらいなもので民放で歴史をテーマとしたクイズ番組は極めて珍しく歴史にテーマを絞ったクイズ番組はレギュラー番組としては初の試みだった。
番組は裏番組のNHKの『連想ゲーム』、フジテレビの『うる星やつら』、テレビ朝日の『水曜スペシャル』のほか日本テレビの『歌のワイド90分!』、TBSの連続ドラマ『ぼくたちの疾走』、民放各局の巨人戦ナイターに大きく水をあけられ一人負けの状態だった。番組は、6回で打ち切られたが同局で制作されたクイズ番組では最も短命に終わった。
そのため、前年NHKの『大河ドラマ』の主人公だった徳川家康や豊臣秀吉などが本番組で取り上げられなかった。また明治以降の人物も取り上げられなかった。
番組終了後、民放各局も歴史をテーマとしたクイズ番組を数多く制作するようになった。1986年には、現在も放送中のTBSの『日立 世界・ふしぎ発見!』がスタートしたほか、1988年には、フジテレビの『クイズなっとく歴史館』、TBSの『クイズ日本昔がおもしろい』、1993年にはテレビ朝日の『世界とんでも!?ヒストリー』がそれぞれ放送された。特に『クイズなっとく歴史館』と『クイズ日本昔がおもしろい』は『クイズ面白ゼミナール』終了直後にスタートしただけでなく放送開始日が同じで放送時間帯がほぼ同じだったことから「ポスト面白ゼミナール」、「ポスト歴史クイズ」の様相を呈していた。

## 出演者

### 司会
- 高田純次
- 松金よね子

### 解答者
- 小野ヤスシ
- 山田邦子
- 山本みどり
- 西川のりお
- このほか、毎回1人のゲストが解答者に加わっていた。

### VTR出演者
- 佐藤B作
- レオナルド熊
- ほか

## 取り上げた偉人
1. 坂本龍馬
2. 宮本武蔵
3. 源義経
4. 紫式部
5. 織田信長
6. 平賀源内